# 阿特·赫斯特
阿特·赫斯特（英語：Art Hurst，1923年5月2日—1993年11月），加拿大男子冰球运动员，场上位置是后卫。他曾代表加拿大参加1956年冬季奥林匹克运动会冰球比赛，获得一枚铜牌。